# Stellenbosch
Stellenbosch je město v provincii Západní Kapsko v Jihoafrické republice, které se nachází asi 50 kilometrů východně od Kapského Města. Ve městě žije přibližně 80 tisíc obyvatel. Městem protéká řeka Eerste Rivier. Stellenbosch je druhým nejstarším městem v provincii po Kapském Městě. Městu je přezdíváno „město dubů“ (anglicky City of Oaks, afrikánsky Eikestad). To má svůj původ v tom, že zakladatel města Simon van der Stel vysadil velké množství dubů, aby město zkrášlil.
Dnes je Stellenbosch součástí metropolitní oblasti Kapského Města. Ve městě sídlí Universita Stellenbosch. Ve městě se také nachází technopark – výzkumný komplex.